# Ilie Cebanu
Ilie Pavel Cebanu (* 29. Dezember 1986 in Chișinău) ist ein moldawischer ehemaliger Fußballtorwart.

## Karriere

### Verein
Cebanu begann seine Karriere bei Zimbru Chișinău. Zur Saison 2004/05 wechselte er nach Österreich zu den drittklassigen Amateuren des FC Kärnten. Nachdem er mit Kärnten II aus der Regionalliga abgestiegen war, wechselte er zur Saison 2005/06 zum viertklassigen FC St. Veit.
Zur Saison 2006/07 wechselte Cebanu zunächst zu den Amateuren des SK Sturm Graz, ehe er noch in derselben Transferphase zum Zweitligisten Kapfenberger SV wechselte. Im August 2006 debütierte er für Kapfenberg in der zweiten Liga, als er am zweiten Spieltag jener Saison gegen den VfB Admira Wacker Mödling in der Startelf stand. Dies sollte jedoch sein einziger Einsatz für die Steirer in der zweithöchsten Spielklasse bleiben. In der Winterpause jener Saison wurde er an den viertklassigen SVA Kindberg verliehen.
Nach dem Ende der Leihe kehrte er jedoch nicht mehr zu Kapfenberg zurück, sondern wechselte zur Saison 2007/08 nach Polen zum Erstligisten Wisła Krakau. Im Mai 2008 kam er am 28. Spieltag gegen den ŁKS Łódź zu seinem ersten Einsatz für Krakau in der Ekstraklasa. Dies blieb sein einziger Einsatz in jener Saison, zu Saisonende konnte er mit seinem Verein Meister werden. In seiner zweiten Saison bei Krakau wurde er erneut Meister, kam jedoch während der Saison 2008/09 zu keinen Einsätzen. In der Saison 2009/10 absolvierte er bis zur Winterpause fünf Spiele in der höchsten polnischen Spielklasse.

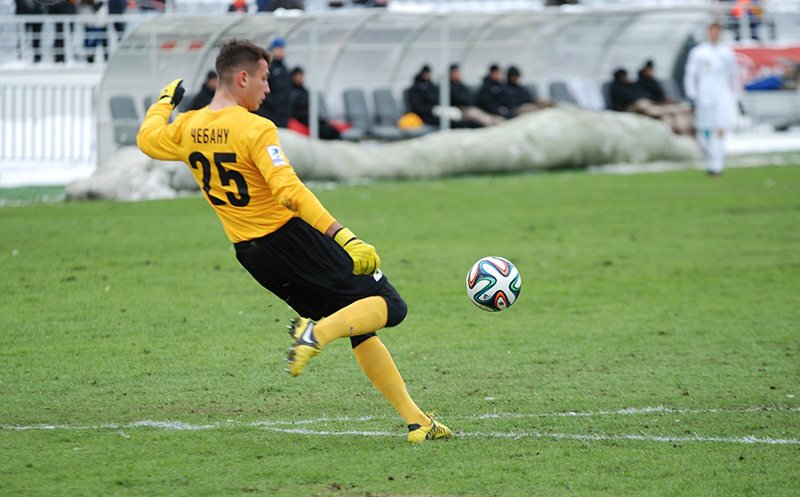
Cebanu in einem Spiel von Tom Tomsk (2014)

Im Januar 2010 wechselte Cebanu nach Russland zu Rubin Kasan. In der Saison 2010 kam er zu keinen Einsätzen für Kasan in der Premjer-Liga, in der man zu Saisonende den dritten Tabellenrang belegte. Im März 2011 wurde er an den Zweitligisten Wolgar-Gasprom Astrachan verliehen. Während der laufenden Saison 2011/12 kehrte er im Dezember 2011 zu Kasan zurück, nachdem er für den Zweitligisten kein Spiel absolviert hatte. Im Februar 2012 wurde er an Kasans Ligakonkurrenten Tom Tomsk verliehen, für den er bis Saisonende jedoch ebenfalls zu keinem Einsatz kam; mit Tom Tomsk stieg er zu Saisonende aus der höchsten russischen Spielklasse ab. Nach dem Ende der Leihe wurde im Sommer 2012 fest unter Vertrag genommen. In der Saison 2012/13 konnte er mit dem Verein wieder in die Premjer-Liga aufsteigen, in der Aufstiegssaison kam Cebanu jedoch nicht zum Einsatz. Nach dem Aufstieg debütierte er im September 2013 in der Premjer-Liga, als er am elften Spieltag der Saison 2013/14 gegen Lokomotive Moskau in der Startelf stand. Bis Saisonende absolvierte er für den Aufsteiger zehn Spiele in der höchsten russischen Spielklasse. Da man die Saison auf dem 13. Platz beendete, musste er mit Tom Tomsk in der Relegation um den Klassenerhalt spielen. In dieser scheiterte man jedoch nach einem Sieg und einer Niederlage mit einem Gesamtscore von 6:4 am Zweitliga-Vierten FK Ufa und musste somit wieder in die 1. Division absteigen.
Nach dem erneuten Abstieg wechselte Cebanu zur Saison 2014/15 zum Erstligaaufsteiger Mordowija Saransk. In seiner ersten Saison für Saransk kam er jedoch zu keinem Einsatz, die Saison beendete er mit dem Verein als Tabellenachter. In der Saison 2015/16 kam er zu neun Einsätzen in der Premjer-Liga, als Tabellenletzter musste er mit dem Verein zu Saisonende jedoch in die 1. Division absteigen. In der Saison 2016/17 kam Cebanu zu 17 Einsätzen in der zweiten russischen Liga, aus der er mit Saransk allerdings auf Platz 17 liegend ebenfalls absteigen musste.
Nach dem Abstieg in die Drittklassigkeit kehrte er im August 2017 zu seinem Jugendklub Zimbru Chișinău nach Moldau zurück. Für Zimbru absolvierte er acht Spiele in der Divizia Națională, ehe er seinen Vertrag im Oktober 2017 wieder auflöste, nachdem sich Stammtorwart Denis Rusu von einer Verletzung erholt hatte.

### Nationalmannschaft
Cebanu spielte zwischen 2005 und 2008 für die moldawische U-21-Auswahl. Im Februar 2006 debütierte er in einem Testspiel gegen Malta für die A-Nationalmannschaft. Sieben Jahre nach seinem Debüt absolvierte er im Oktober 2013 in seinem zweiten Länderspiel sein erstes Pflichtspiel für Moldau in der WM-Qualifikation gegen San Marino.

## Erfolge
Wisła Krakau
- Polnischer Meister: 2007/08, 2008/09 (ohne Einsatz)

## Persönliches
Sein Vater ist der ehemalige Fußballspieler und moldawische Verbandspräsident Pavel Cebanu (* 1955).